# Thomas I. von Aquino
Thomas von Aquino (ital.: Tommaso d’Aquino; † 27. Februar 1251) war ein Graf von Acerra und ein Gefolgsmann des Kaisers und Königs von Sizilien, Friedrich II. von Hohenstaufen. Als Sohn eines Adendolfo entstammte er einer Adelsfamilie aus Aquino, der unter anderem der berühmte Theologe Thomas von Aquin angehörte.

## Leben
Thomas war bereits früh ein Anhänger des jungen Königs Friedrich und kämpfte 1210 gegen den in Unteritalien eingefallenen Kaiser Otto IV. Seine Loyalität behielt er auch während der ersten Abwesenheit Friedrichs in Deutschland bei und wurde dafür nach dessen Rückkehr und Kaiserkrönung 1220 zum Grafen von Acerra ernannt, wo zuvor Diepold von Schweinspeunt vertrieben wurde, sein Vetter Landulf von Aquino (der Vater des Kirchengelehrten Thomas) wurde zum Justitiar der Terra di Lavoro ernannt. Auf dem anschließenden Hoftag von Capua wurde Thomas mit der Bekämpfung des rebellierenden Grafen von Molise, Thomas von Celano, Graf von Molise, betraut. Bis zum Frühjahr 1221 konnte er dabei Bojano und Roccamandolfi einnehmen. Im Januar 1221 erfolgte schließlich die Einsetzung zum Kapitän und Oberjustitiar, also zum Stellvertreter des Kaisers, in Apulien und der Terra di Lavoro.
In seinen neuen Ämtern geriet Thomas gleich mit dem Papst in Konflikt, als er gemäß einer strengen Umsetzung der Beschlüsse von Capua, die eine Privilegienrevokation vorsahen, von der Stadt Benevent Gebühren und Abgaben für den kaiserlichen Fiskus einforderte. Benevent war zwar eine päpstliche Enklave im Regnum Sizilien, allerdings hatte Kaiser Friedrich II. ein der Stadt geltendes Privileg aus dem Jahr 1220 nicht erneuert, wodurch sich Thomas’ Vorgehen legitimierte. Allerdings dürften dabei auch persönliche Rachegefühle eine Rolle gespielt haben, denn Thomas wurde einst im Jahr 1213 für mehrere Wochen in Benevent gefangen gehalten. Im Mai 1221 schaltete sich Papst Honorius III. persönlich in dieser Angelegenheit ein. Vom Kaiser forderte dieser erfolgreich den Sonderstatus Benevents als päpstliches Eigentum.
Nach dieser Affäre nahm Thomas den Kampf gegen den Grafen von Molise wieder auf, den er im Frühjahr 1222 in seiner Heimatstadt Celano einschließen konnte. Die Befestigungen der Stadt waren allerdings stark genug, um einer monatelangen Belagerung standhalten zu können, weshalb der Kaiser 1223 einen Kompromissfrieden mit dem Grafen von Molise eingehen musste. Als Graf Thomas aber seine Vertragsbedingungen nicht einhielt, konnte er aus dem Regnum Sizilien verbannt werden; Celano wurde darauf der Verwaltung des Landulf von Aquino übergeben.
Im Juli 1227 führte Thomas zusammen mit Hermann von Salza ein Vorauskommando des kaiserlichen Kreuzzuges in das heilige Land. Dort trat er vor allem als Diplomat bei dem ägyptischen Sultan al-Kamil auf, dem er von der baldigen Ankunft des Kaisers unterrichtete. Im Frühjahr 1228 schrieb er einen Brief an den kaiserlichen Hof, in dem er vom Tod des al-Muʿazzam berichtete, was den inzwischen vom Papst gebannten Kaiser zum Aufbruch in den Orient bewegte. Im Juli 1228 schloss sich Thomas wieder dem kaiserlichen Gefolge im zyprischen Limassol an und nahm an der Verfolgung des Johann von Ibelin teil, welcher die Regentschaft des Kaisers im Königreich Jerusalem ablehnte. Zusammen mit Balian von Sidon wurde er vom Kaiser erneut zum diplomatischen Vermittler mit Sultan al-Kamil ernannt, den er so mehrmals in Nablus und Gaza aufsuchte. Dabei entwickelte Thomas ein ähnlich enges Vertrauensverhältnis zum Sultan, wie es dessen Diplomat Fachr ad-Din Yusuf gegenüber dem Kaiser erlangte. Dies begünstigte ein gegenseitiges Einvernehmen zwischen Kaiser und Sultan, dass am 18. Februar 1229 vertraglich vertieft und somit Jerusalem kampflos wieder für die Christenheit gewonnen werden konnte. Durch seine Vermittlungsarbeit konnte Thomas auch den Sultan von Syrien, al-Aschraf, für eine Vertragsunterzeichnung gewinnen.
Nach der Rückkehr nach Italien wurde Thomas im August 1229 mit der Unterwerfung Capuas beauftragt, das während der Abwesenheit Kaiser Friedrichs von päpstlichen Truppen eingenommen worden war. Auf dem Hoftag von Melfi 1231 wurde er zum Regenten des sizilischen Königreichs (Capitaneus regni) für die zweite Abwesenheit des Kaisers in Oberitalien ernannt. Dort folgte er ihm aber 1233 selbst hin, wo er das Rektorat von Cremona mit der Zustimmung der dortigen Bevölkerung übernahm. Als der Kaiser 1235 ein zweites Mal nach Deutschland aufbrach, wurde Thomas von ihm in Fano in den Regentschaftsrat für Sizilien aufgenommen.
Im Jahr 1242 wurde Thomas ein zweites Mal in das heilige Land entsandt, um dort als Stellvertreter des Kaisers und ab April 1243 für den mündig gewordenen Konrad als dem rechtmäßigen König Jerusalems zu fungieren. Dabei sah er sich allerdings der gleichen Fronde der Barone Outremers unter der Führung der Ibelin konfrontiert, an der schon sein abgesetzter Vorgänger Richard Filangieri gescheitert war. Auf einem am 5. Juni 1243 in Akkon abgehaltenen allgemeinen Konzil stimmten die Barone und Prälaten des Königreiches den Standpunkt des Legisten Philipp von Novara zu, wonach sie gegenüber dem König keinen Lehnseid ablegen könnten, solange dieser nicht persönlich in seinem Königreich erscheine. Folglich könne auch eine von ihm eingesetzte Regentschaftsregierung nicht als legitim anerkannt werden, worauf das Konzil die Königinwitwe Alice von Zypern und deren Ehemann in die Regentschaft einsetzte. Thomas reiste darauf nach Italien zurück und nur wenig später nahmen die Barone Outremers die Hafenstadt Tyrus ein, den letzten Stützpunkt der staufischen Herrschaft im heiligen Land, die dort somit ihr Ende fand.

## Familie
Aus seiner Ehe mit einer namentlich unbekannten Frau hatte Thomas von Aquino zwei Söhne, Adenolfo und Ciacopo. Der älteste und Erbe, Adenolfo, starb bereits um 1242, worauf der Enkel von Thomas, Thomas II. († 1273), als Graf von Acerra nachfolgen konnte.